# Berbérati
Berbérati è una città della Repubblica Centrafricana, capoluogo della Prefettura di Mambéré-Kadéï.